# Ulf Torell

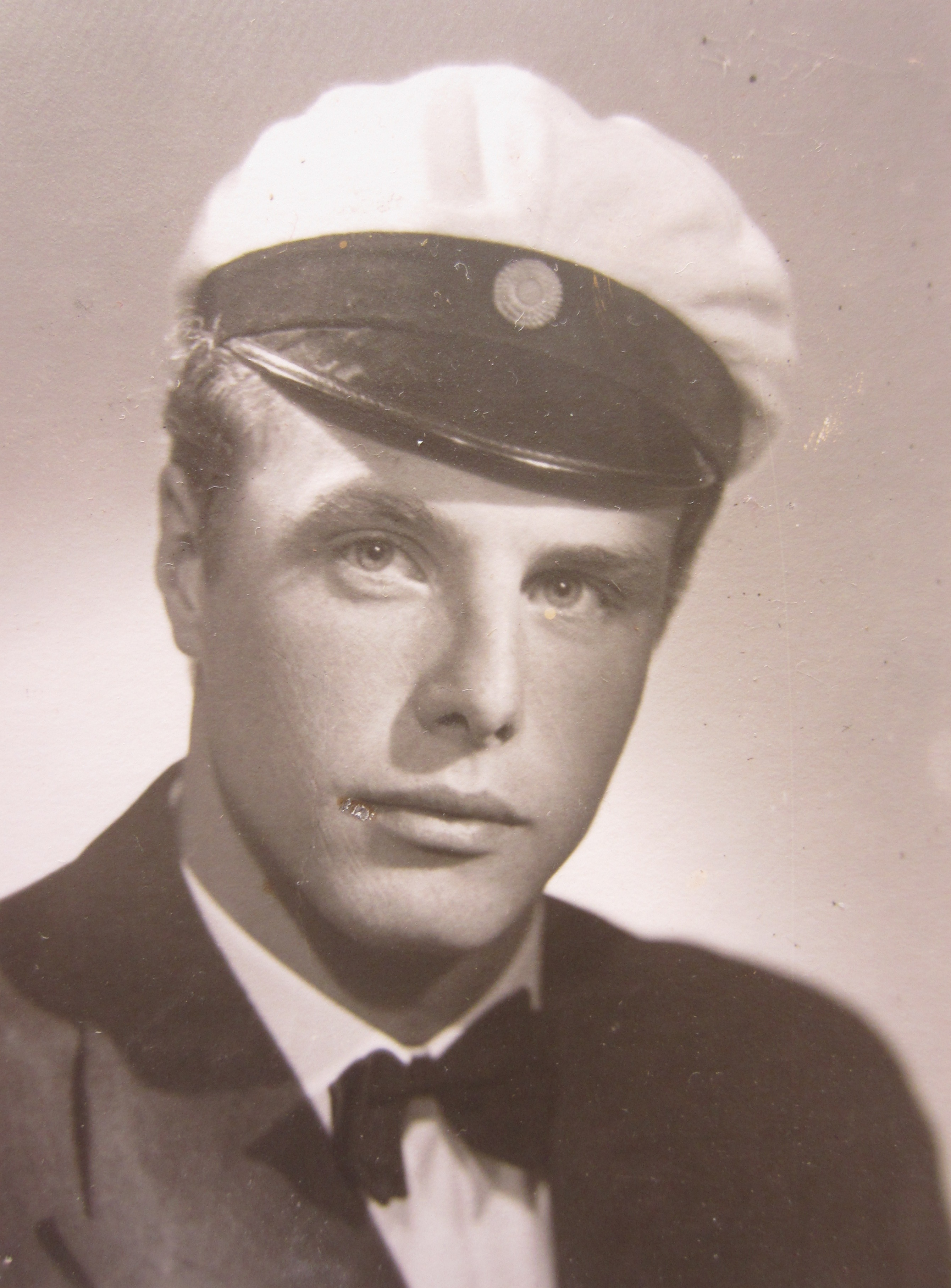
Ulf Torell, som student vid Lunds universitet på 1940-talet.

Ulf Per Erik Torell, född 27 augusti 1925 i Stockholm, död 10 juni 2013 i Göteborg, var en svensk historiker, lärare och författare.

## Familj
Ulf Torell var son till överläraren Erik Torell och Viva Liljewall. Modern dog när Ulf Torell var ett halvt år gammal. När fadern gifte om sig med Tora Widström fick han sex halvsyskon. 
Ulf Torell var sedan 1961 gift med Lilian, född Brun, (1931–2015). Han hade barnen Torbjörn född 1954, Katarina född 1956, Viveka född 1961 och Torsten född 1963.
Ulf Torell är gravsatt i minneslunden på Östra kyrkogården i Göteborg.
Släktens äldste stamfar var bonden Håkan Persson (1620~1673) från Söraskog, Ramkvilla i Småland.

## Biografi

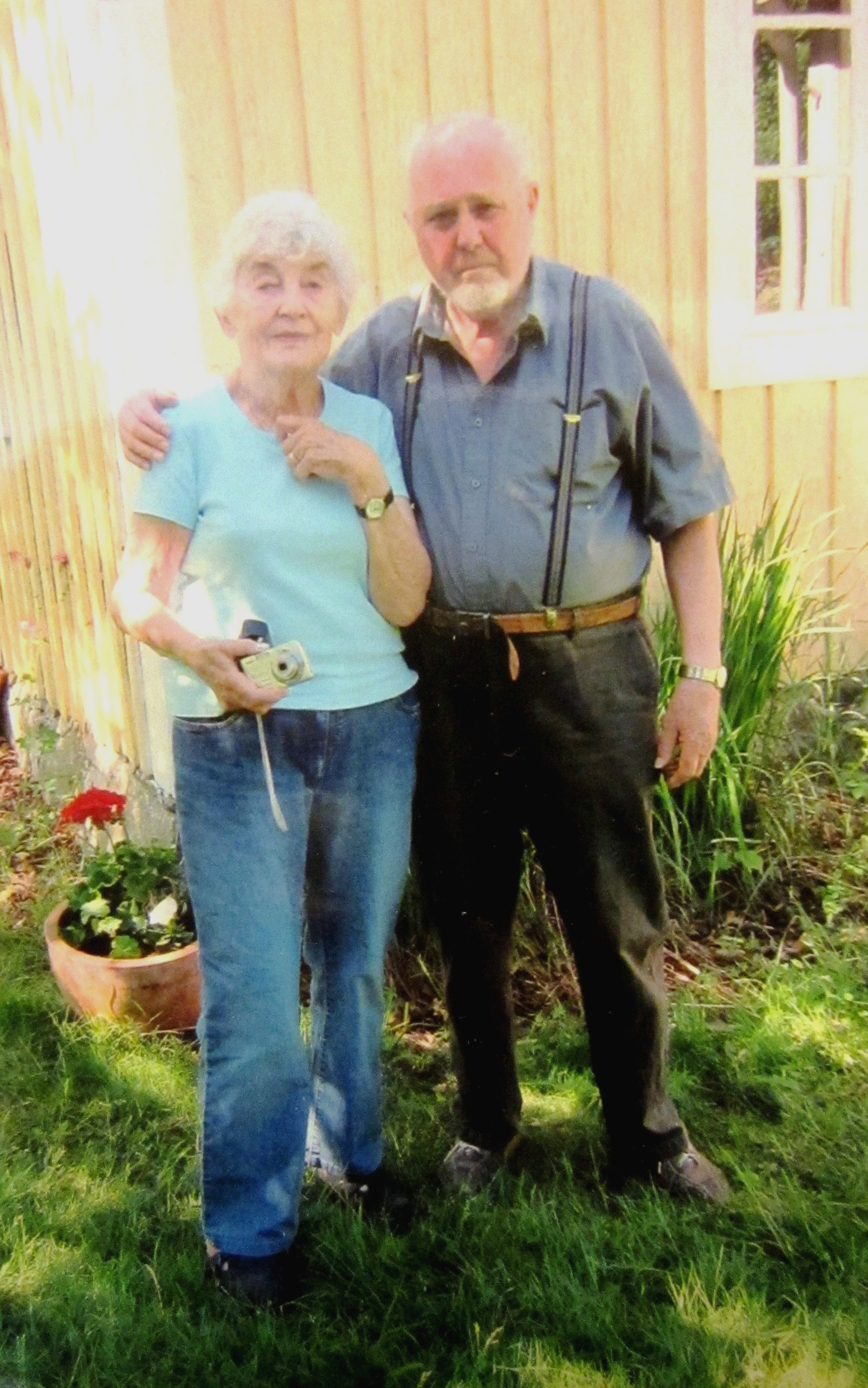
Lilian och Ulf Torell vid sommarhuset i norra Skåne, hösten 2012.

Familjen Torell flyttade 1932 till Sollefteå där Ulf Torell tog realexamen. Han flyttade till Lund för att gå i gymnasiet och bodde då hos sin faster Ruth och farbror Hugo Fröderberg, som var barnlösa och bodde i den stora överläkarvillan på Vipeholms sjukhus. Efter studentexamen läste Ulf Torell historia och statskunskap vid universitetet i Lund. 
Som många i släkten blev Torell lärare och tjänstgjorde som lektor vid olika skolor i Helsingborg och Landskrona. Han ville forska och kom med i projektet ”Sverige under andra världskriget”. Här skrev han 1973 avhandlingen Hjälp till Danmark. Det danska temat återkom i böckerna Fönster till den fria världen om den danska motståndsrörelsen och samarbetet med svenskarna och Sverige under den tyska ockupationen samt Nordiskt persongalleri med fokus på andra världskriget, som innehåller intressanta kortbiografier.  
Familjen ärvde släktgården "Ullebo" i Nygård, Ramkvilla. Där upptäckte Ulf Torell ett rikt material i form av brev från farmors bror Claës Håkanson (1855–1924), som var läkare i Paris i slutet av 1800-talet. Av detta blev det boken Breven berätta – Vem var Claës Håkanson? – En kulturhistorisk läkarbiografi. Claës Håkanson hade i Paris lärt känna skulptören Per Hasselberg och i denne fann Torell ytterligare en intressant personlighet att fördjupa sig i och skriva om. Han kom 2007 ut med Per Hasselberg – den nakna sensualismens skulptör.  
Ulf Torell var en flitig besökare på Göteborgs konstmuseum. Här fann han ytterligare intressanta personligheter, som han ägnade en bok: Målaren Olof Sager-Nelson och meccenaten Pontus Fürstenberg.
Han färdigställde 2012 boken om Benedict Arnold och West Point under Amerikanska frihetskriget 1775–1783 med underrubriken ”Förräderi av svartaste färg”. Det är en historia om generalen Arnold, som byter sida i krigets slutskede och sviker alla sina tidigare vänner.